# Charles Van Landuyt
Charles Joseph Van Landuyt (Brussel, 12 november 1854-1934) was een Belgisch kunstschilder en wordt ingedeeld bij de 20ste-eeuwse Belgische school. 
Van Landuyt studeerde (1868-1882) aan de Koninklijke Academie voor Schone Kunsten in Brussel en kreeg les van Paul Lauters.  Tussen 1895 en 1926 doceerde hij zelf aan de Brusselse Koninklijke Academie voor Schone Kunsten aan onder andere Marie Howet en Jules Jourdain.
Charles Joseph was lid van de artistieke kring van Laken en had als kunstschilder een grote voorliefde voor landschappen, stadsgezichten, figuren, marine- en visserstaferelen. Rond de eeuwwisseling oogstte Van Landuyt veel succes met zijn werk. In 1880 kreeg hij een eervolle vermelding (derde prijs) bij de Prix de Rome. Ook werd hij tweemaal (1880 en 1899) gelauwerd met een eervolle vermelding in de jaarlijkse schilderswedstrijd georganiseerd door de Koninklijke Academie in Brussel. In 1884 nam hij deel aan l'Exposition Générale des Beaux-Arts in Brussel en in 1903 aan de driejaarlijkse Tentoonstelling van Schone Kunsten in Brussel.
Hij was eveneens actief als tekenaar en illustrator (o.a. in het tijdschrift "l'Illustration Belge" en "Légendes Bruxelloises" van V.Devogel, 1914).  